# Turbo C
Turbo C és un entorn de desenvolupament integrat i compilador desenvolupat per Borland per a programar en llenguatge C. La seva primera versió és de 1987, a la qual van seguir les versions 1.5 i 2.0, de 1989. Fou un compilador popular per desenvolupar en C en entorns MS-DOS. Se'l considera el primer IDE per a C disponible per a aquesta plataforma. Va ser substituït per Turbo C++ el 1990. Aquest ho va ser, al seu torn, pel Borland C++, disponible per a Windows. Després del Borland C++va arribar el C++Builder. Tant el Turbo C 2.0 com el Turbo C++1.0 es poden aconseguir gratuïtament a la web de Borland des de l'any 2000. El setembre de 2006, Borland va llançar una versió retallada del C++Builder per a Windows, amb el nom de Turbo C++ per a Windows, recuperant així la clàssica denominació. Aquest TurboC++ era disponible en dues edicions: una gratuïta, Explorer, i una altra de pagament, el Pro. Tots dos productes, amb els altres IDEs de Borland, van passar a la nova filial, Codega, en ser creada aquesta, el novembre de 2006. Des d'octubre de 2009 ja no és possible descarregar Turbo C++Explorer. Tampoc es pot treure la llicència per utilitzar la versió Pro.